# Адсорбент
Адсорбе́нт — тверда або рідка речовина, на поверхні частинок якої відбувається адсорбція. Адсорбенти — це високодисперсні природні та штучні пористі тверді речовини з великою зовнішньою та (або) внутрішньою поверхнею, на якій і протікає адсорбція газів чи рідин. Для підвищення поглинальної здатності і максимального розвитку площі поверхні штучні адсорбенти, як правило, роблять пористими. Як адсорбент використовують силікагель, активоване вугілля, деякі оксиди, смоли і ін. Кількість адсорбованої речовини абсорбентом залежить від декількох чинників: типу адсорбенту, типу абсорбованої речовини, розміру адсорбенту, концентрації абсорбенту й температури.

## Вимоги до адсорбентів
До адсорбентів, що використовують у промисловості ставлять такі вимоги:
- селективність;
- велика поглинальна здатність;
- низька вартість;
- доступність;
- легкість десорбції і регенерації;
- висока механічна міцність;
- технологічність;
- зручність при роботі (негорючість, відсутність корозійної дії на елементи апаратури тощо).

## Види
Розрізняють адсорбенти двох структурних типів:
- адсорбенти з мікропорами (розміри яких близькі до розмірів молекул адсорбованих речовин) та
- адсорбенти з більшими порами.

## Використання
В техніці як адсорбенти використовують, як правило, пористі тіла з сильно розвиненою внутрішньою поверхнею.

## Речовини-адсорбенти
До адсорбентів належать силікагель, активоване вугілля, алюмогель, синтетичні цеоліти (молекулярні сита) тощо.

## Застосування
Застосовують адсорбенти для очищення та сушки газів та рідин (у протигазах, медицині тощо).